# Tanimbarinseln
Die indonesische Inselgruppe Tanimbar (Bahasa Indonesia: kepulauan Tanimbar, veraltet Timorlaut) gehört zu den Molukken.

## Geographie

### Überblick
Die Tanimbarinseln liegen etwa auf halbem Weg zwischen Timor und Neuguinea. Nachbar im Westen sind die Babarinseln, nordöstlich befinden sich die Aru-Inseln und die Kei-Inseln. Gleichzeitig bilden sie das östliche Ende der Kleinen Sundainseln. Die Tanimbarinseln grenzen die Bandasee im Norden von der Arafurasee im Süden ab. Administrativ bildet die Inselgruppe den gleichnamigen Regierungsbezirk (Kabupaten) Tanimbarinseln der Provinz Maluku.
Hauptinsel des Archipels ist Yamdena (Nord-Timorlaut; 2.981 km²), um die sich südlich westlich und nördlich zahlreiche Inseln gruppieren. Südlich liegen Selaru (Süd-Timorlaut; 775 km²), Anggarmasa, Matkus, Nustabun, Nuyanat, Batbual und Asutubun, westlich Wuliaru (Waliaru, Wariaru; 220 km²), Selu (230 km²), Sera, Watuwawan, Tandula, Keswu, Nuswotar (Wotar) und Nitu und nördlich Larat (515 km²), Fordate, Laibobar, Mitah, Namoon, Makasar, die Lima-Inseln, Maru, Wayangan und Molu. Daneben gibt es weitere kleine Eilande. Die Egeronstraße trennt Yamdena und Selaru, zwischen Yamdena und Wuliaru befindet sich die Yamdenastraße. Insgesamt beträgt die Landfläche 5.430 km².
Der höchste Gipfel der Inselgruppe liegt auf Laibobar und ist 391 m hoch.

### Geologie
Die Tanimbarinseln sind aus tertiären Schichten aufgebaut und besitzen besonders im Westen zahlreiche Korallenriffe.

### Fauna und Flora
Auf den Tanimbarinseln sind bereits starke Einflüsse der australischen Tier- und Pflanzenwelt zu beobachten. Einige Arten sind jedoch auf die Tanimbarinseln beschränkt. So kommt nur hier beispielsweise die sehr seltene Molukkeneule vor, für die bislang keinerlei Beobachtungen im Freiland vorliegen und die wissenschaftlich nur anhand von Bälgen beschrieben wurde. Ebenfalls endemisch ist auf den Inseln der Goffinkakadu.

## Bevölkerung

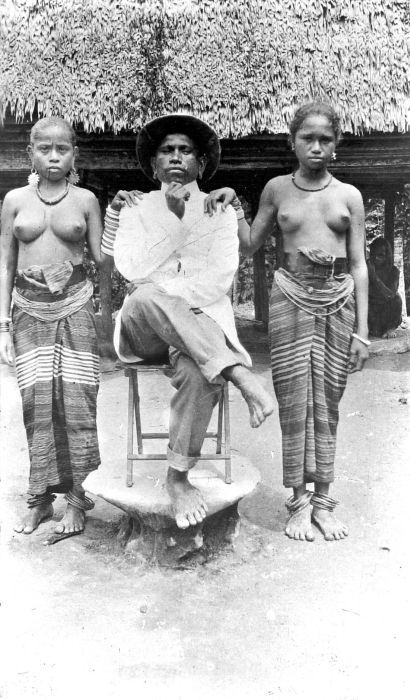
Der Häuptling von Krawain-Aloes auf Tanimbar mit Schwester und Nichte um 1920

Die größte Stadt Saumlaki, mit etwa 10.000 Einwohnern, liegt auf der Hauptinsel Yamdena. Saumlaki besitzt auch einen kleinen, allerdings wenig frequentierten Flughafen sowie einen ausgebauten Hafen, der vor allem von der staatlichen Schifffahrtsgesellschaft Pelni angefahren wird.
Die traditionelle Bevölkerung teilt sich in vier Ethnien: Yamdena an der Ostküste der gleichnamigen Insel, Seluwasan an der Westküste, Fordata an der Nordküste und den vorgelagerten Inseln im Norden und Westen und Selaru auf der gleichnamigen Insel.
Aufgrund von Unruhen in Ambon flüchteten viele Christen nach Saumlaki. Die Bevölkerung setzt sich dort daher aus fast 100 % Protestanten zusammen.